# Fusciludia aliquantula
Fusciludia aliquantula är en tvåvingeart som beskrevs av Ito 1984. Fusciludia aliquantula ingår i släktet Fusciludia och familjen borrflugor. Inga underarter finns listade i Catalogue of Life.